# SMBIOS
SMBIOS（System Management BIOS）とは、BIOS内のデータ構造の配置（およびそのアクセスメソッド）に関する仕様である。SMBIOSにより、そのPCに固有の情報をユーザやアプリケーションが格納したり使用したりすることができる。1999年ごろ、Distributed Management Task Force（DMTF）がSMBIOSを扱うようになった。それ以前は、SMBIOSはDesktop Management Interface（DMI）の一部として知られていた。ほぼ同じ時期にマイクロソフト社はOEM各社とBIOSベンダー各社に対して認定を受ける際にSMBIOS情報（インタフェースとデータ）を提供するよう要求している。
2021年1月現在、DMTFがリリースしている最新の仕様は2020年7月17日のバージョン3.4.0である。

## Structure Type
バージョン2.7.1のSMBIOS仕様では、以下のStructure Typeを定義している。
| Type    | 説明                                           |
| ------- | ---------------------------------------------- |
| 0       | BIOS情報                                       |
| 1       | システム情報                                   |
| 2       | 基板（またはモジュール）情報                   |
| 3       | 筐体                                           |
| 4       | プロセッサ情報                                 |
| 5       | メモリコントローラ情報 (Obsolete)              |
| 6       | メモリモジュール情報 (Obsolete)                |
| 7       | キャッシュ情報                                 |
| 8       | ポートコネクタ情報                             |
| 9       | システムスロット                               |
| 10      | オンボード・デバイス情報                       |
| 11      | OEM文字列                                      |
| 12      | システム構成オプション                         |
| 13      | BIOS言語情報                                   |
| 14      | structureのグループ化                          |
| 15      | システムイベントログ                           |
| 16      | 物理メモリアレイ                               |
| 17      | メモリデバイス                                 |
| 18      | 32ビット・メモリエラー情報                     |
| 19      | メモリアレイの配置アドレス                     |
| 20      | メモリデバイスの配置アドレス                   |
| 21      | 組み込みポインティングデバイス                 |
| 22      | 可搬バッテリ                                   |
| 23      | システムリセット                               |
| 24      | ハードウェアセキュリティ                       |
| 25      | システム電源制御                               |
| 26      | 電圧プローブ                                   |
| 27      | 冷却デバイス                                   |
| 28      | 温度プローブ                                   |
| 29      | 電流プローブ                                   |
| 30      | 帯域外遠隔アクセス                             |
| 31      | Boot Integrity Services (BIS) エントリポイント |
| 32      | システムブート情報                             |
| 33      | 64ビット・メモリエラー情報                     |
| 34      | 管理デバイス                                   |
| 35      | 管理デバイス装置                               |
| 36      | 管理デバイスしきい値データ                     |
| 37      | メモリチャネル                                 |
| 38      | IPMI デバイス情報                              |
| 39      | システム電源                                   |
| 40      | 追加情報                                       |
| 41      | オンボードデバイス拡張情報                     |
| 42      | 管理コントローラ・ホストインタフェース         |
| 126     | 不活性                                         |
| 127     | テーブル終端                                   |
| 128-255 | システム固有またはOEM固有の情報を追加可能      |

## SMBIOSデータへのアクセス

### Linux
LinuxカーネルにはSMBIOSデコーダがあり、SMBIOS情報に基づいてシステム管理者が特定のワークアラウンドの有効/無効を設定できる。ユーザ空間のコマンド行ユーティリティ dmidecode を使えばSMBIOSデータを見ることができる。

### Windows
WMIを使えば、Windows上でSMBIOS情報にアクセスできる。XPおよびそれ以降でサポートしている。一部のSMBIOS情報はコマンドプロンプトでWMICコマンドを使って表示することができ、レジストリにも同様の情報がある。
SMBIOSデータをそのまま取得するユーティリティも各種あり、例えば "smbiosw" や "SMBIOS Peek" がある。

### UEFI
UEFIでは、"SmbiosView" というシェルアプリケーションでSMBIOSデータを見ることができる。